# Lophoterges fidia
Lophoterges fidia là một loài bướm đêm trong họ Noctuidae.